# Dieter Fensel
Dieter A. Fensel (* 10. Oktober 1960 in Nürnberg; † 29. Dezember 2024 in Innsbruck) war ein Informatiker, der im Bereich formaler Sprachen und des semantischen Webs arbeitete.

## Werdegang
Fensel studierte Mathematik, Sozialwissenschaft und Informatik in Berlin und erlangte 1993 bei Rudi Studer den Doktor der Ökonomie an der Universität Karlsruhe (Thema: Die Wissen-Erfassungs- und Repräsentationssprache KARL). 1998 wurde er habilitiert und arbeitete dort am Institut für Angewandte Informatik und Formale Beschreibungsverfahren (AIFB), das sich unter anderem mit Wissensmanagement und formalen Sprachen befasst.
Weitere Stationen führten ihn als Assistant Professor nach Amsterdam, und als Professor nach Galway (Irland) und Innsbruck, wo er das Digital Enterprise Research Institute (DERI) mitgründete, ein Institut, das an Technologien des semantischen Webs arbeitet. Seit 2003 war er Leiter von DERI Innsbruck. 2007 gründete er Seekda und STI International, Ende 2007 wurde DERI Innsbruck in STI Innsbruck umbenannt.
Auf seinem Weg veröffentlichte er zahlreiche Artikel in Fachzeitschriften und auf (häufig von ihm mitorganisierten) Konferenzen. Er war und ist an mehreren nationalen und internationalen Forschungsprojekten beteiligt.

## Bibliografie
- Dieter Fensel: The Knowledge Acquisition and Representation Language KARL. Kluwer Academic Publisher, Boston, 1995
- Dieter Fensel: Problem-Solving Methods. Understanding, Development, Description, and Reuse, Lecture Notes on Artificial Intelligence (LNAI). no 1791, Springer-Verlag, Berlin 2000
- Dieter Fensel: Ontologies. A Silver Bullet for Knowledge Management and Electronic Commerce. Springer-Verlag, Berlin 2001
- John Davies, Dieter Fensel, Christoph Bussler und Rudi Studer (Herausgeber): Towards the Semantic Web. Ontology-Driven Knowledge Management. Wiley, 2002
- Dieter Fensel, Borys Omelayenko und Ding Ying: Intelligent Information Integration in B2B Electronic Commerce. Kluwer, 2002
- Dieter Fensel und John Davies (Herausgeber): Spinning the Semantic Web. MIT Press, Boston, 2003
- Dieter Fensel, Katia Sycara und John Mylopoulos (Herausgeber): The Semantic Web. ISWC 2003. Springer-Verlag, 2004
- Dieter Fensel, Holger Lausen, Axel Polleres u. a.: Enabling Semantic Web Services – The Web Service Modeling Ontology. Springer-Verlag, Berlin, 2007
- Dieter Fensel, Umutcan Şimşek, Kevin Angele, Elwin Huaman, Elias Kärle, Oleksandra Panasiuk, Ioan Toma, Jürgen Umbrich and Alexander Wahler: Knowledge Graphs - Methodology, Tools and Selected Use Cases, Springer-Verlag, Berlin, 2020
- Umutcan Serles and Dieter Fensel: An Introduction to Knowledge Graphs, Springer, Cham, 2024